# Meetup.com
Meetup.com (aussi appelé simplement Meetup) est une plateforme de réseautage social créée par Scott Heiferman (en), Matt Meeker et Peter Kamali en 2002.
Meetup permet aux membres de rencontrer des groupes unis par un intérêt commun, tels que l’engagement politique, le sport, la culture, la technologie, les loisirs, les langues et une trentaine d'autres sujets, ainsi que par zones géographiques. Les organisateurs des groupes proposent alors des événements variés durant lesquels se déroulent les échanges entre les membres, qui s'effectuent en personne. L’inscription sur le site et les applications mobiles est gratuite et sans publicité. Meetup se rémunère via une cotisation mensuelle demandée aux organisateurs. Les événements sont eux gratuits ou payants (Meetup propose des fonctionnalités permettant d'acheter des tickets pour un événement meetup), en fonction du souhait des organisateurs.   
En novembre 2014, la société revendique 19,6 millions de membres au total, 179 800 groupes dans 177 pays, pour 502 898 rencontres mensuelles, quoique ces chiffres incluent aussi les membres et les groupes inactifs.

## Histoire
C'est après avoir lu Bowling Alone: the collapse and revival of American community, où Robert Putnam met en garde contre la perte de capital social qu'entraîne la vie moderne aux États-Unis, que Scott Heiferman eut l'idée de créer un site facilitant les rencontres locales de gens partageant un intérêt commun. Il déclare aussi avoir été inspiré par l’entraide et les rencontres spontanées qui ont suivi les évènements du 11 septembre 2001 à New York.
Le 27 février et le 1er mars 2014, le site a été la cible d'une attaque par déni de service. 
En novembre 2017, Meetup annonce son rachat par WeWork.

## Usage en France
En novembre 2014, on compte près de 2 000 groupes en France, dont une partie évolue autour de la technologie, des startups et fab labs.